# Modchip
Il modchip è un circuito supplementare che permette di abilitare funzioni disabilitate, non presenti, aggirare protezioni in console da gioco, lettori DVD o altri apparecchi elettronici.

## Caratteristiche
Elettronicamente, il modchip è composto da un piccolo circuito di logica CPLD, FPGA o microprocessore. In quelle più evolute si possono trovare anche una o più memorie flash.

## Lettori DVD
Nei lettori DVD, generalmente, viene inibito il blocco territoriale in modo tale da rendere visualizzabili film di qualsiasi paese. In qualche modello vengono anche abilitati dei menù di servizio o altre voci non presenti nello stato iniziale.
Normalmente il codice del paese d'uso, è registrato in tracce del supporto non accessibili con i normali masterizzatori e/o lettori. Invece nei DVD film, il codice, è codificato con lo stream mpeg (un film si può rendere region-free, ovvero de-regionalizzato, con un semplice programma di decriptazione).

## Console da gioco
Nelle console da gioco, come nei lettori DVD, la modifica serve per eliminare il blocco territoriale (region Lock) imposto dai produttori e anche per utilizzare proprie copie di backup del gioco originale o utilizzare applicazioni create da terze parti (sia open source che closed) oppure applicazioni e giochi pirata.

## Come funziona il region lock
La console o il lettore DVD, ad ogni inserimento di un disco, legge la zona scritta sul supporto ed eventualmente se si tratta di un DVD video, i dati contenuti nello stream. Effettua poi un confronto con i dati di fabbrica preimpostati. Se questi si differiscono, si blocca ed impedisce l'esecuzione del gioco o la visualizzazione film.

## Status attuale
I modchip si sono moltiplicati negli ultimi anni, soprattutto con le console Sega Saturn, Sony PlayStation, PlayStation 2, Microsoft Xbox e Xbox 360. Ci sono modifiche di tutti i generi, da quelle che sbloccano il solo controllo regionale a quelle che permettono di caricare software di terze parti, usare dispositivi virtuali, memory card, eseguire connessioni USB o ethernet con dispositivi esterni come dischi rigidi, personal computer e molto altro.

## Modchip conosciuti

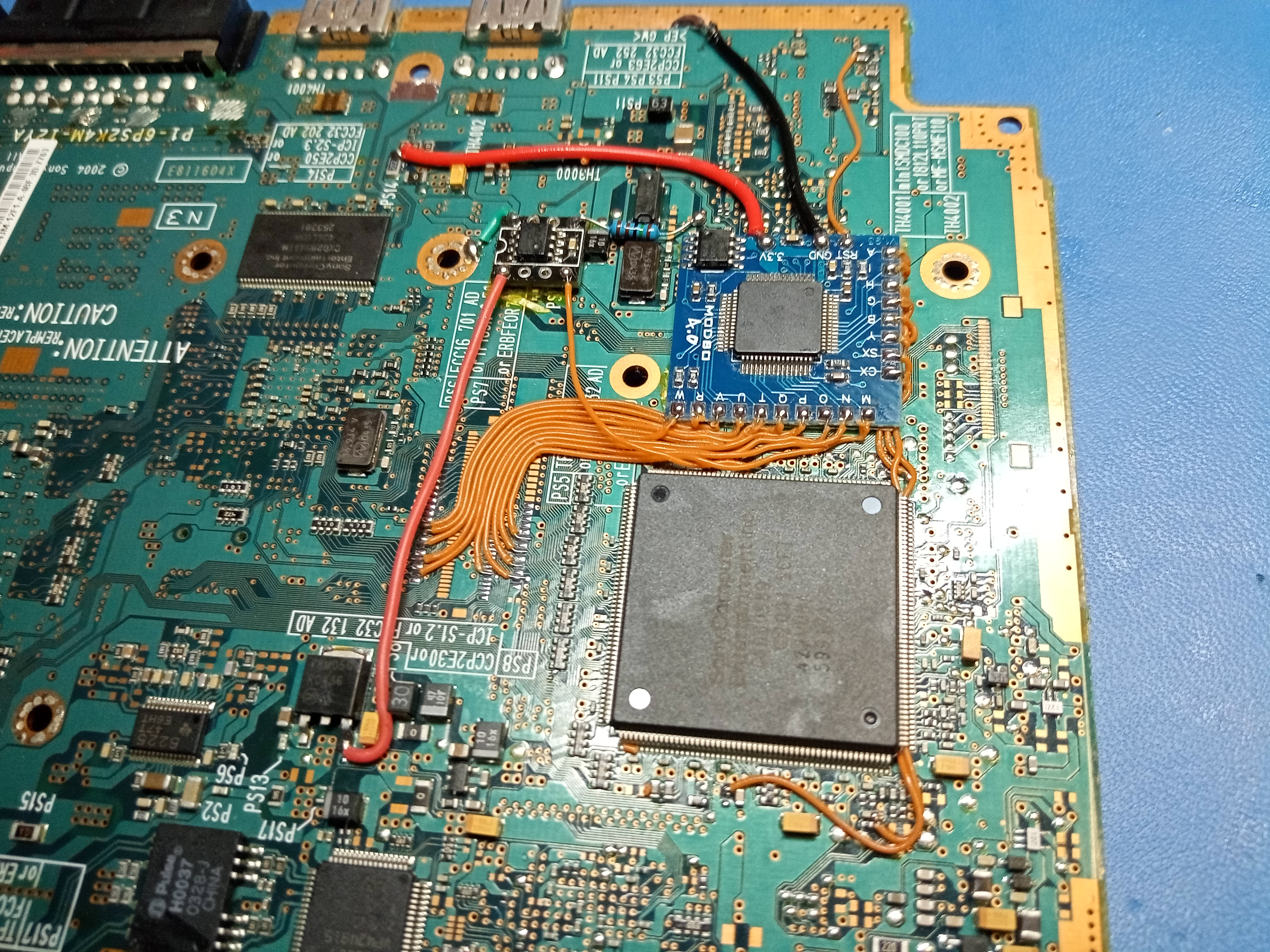
Scheda madre di una PlayStation 2 Slim con un modchip Modbo 4.0 installato

### PlayStation
- Microchip PIC16x54 Basato su codice cinese
- Microchip PIC16x84 Basato su codice di The Old Crow
- Microchip PIC12C508 Basato su codice di The Old Crow
- Microchip PIC12C509 Basato su codice di The Old Crow

### PlayStation 2
Chip SWAP:
- Neo -   Codice del team Neo Technologies basato su PIC12C508.
- Origa Chip -   Sviluppato dai fratelli Origa, basato su Scenix SX28. Prima patch sul controller.
- Neo4 - Sviluppato da Herben. SWAP per DVD, diretto con CD. Sostituzione di alcune parti del bios.

Chip NO SWAP non aggiornabili:
- Messiah -  Sviluppato da HDL & KVaks e commercializzato da Channeltechnology. Basato su Actel-A500K.
- TitanFull - Sviluppato dai fratelli Origa. Basato su Xilinx XCR-32256.
- TitanLight - Sviluppato dai fratelli Origa. Basato su Xilinx XC-95144.
- Magic 2/3/V - Prodotto e commercializzato da cinesi.
- Messiah 2 - Utilizza Actel APA075.
- Messiah 2/SX - Utilizza componenti come Ubicom SX-48/SX-52 o Xilix.
- MX3 - Sviluppato dal Matrix Team. Utilizza una CPLD ed un pic.
- MXL - Sviluppato dal Matrix Team. Utilizza due CPLD.
- MXL2 - Sviluppato dal Matrix Team. Utilizza Actel A54-SX.
- MXL4 - Sviluppato dal Matrix Team.
- MYTH - Sviluppato da team cinese. Clone del Matrix Infinity. Probabile uso di processore Ubicom.
- MODBO - Realizzato dal Team Modbo. Ennesimo clone del Matrix Infinity.
- Ripper/Ripper 2/3 - Sviluppato probabilmente da team tedesco. Utilizza un Actel EX-256 abbinato ad una memoria flash.
- Ghost 2 - Sviluppato dal Ghost Team. Utilizza un Actel APA075 abbinato ad una memoria seriale.
- Ultra - Sviluppato dal Team Enigma. Utilizza una CPLD QuickLogic
- F14 -  Sviluppato dal Fractal Team. Utilizza un Actel A54SX. È l'unico chip ad usare solo 14 fili.
- Lisa - Sviluppato dal Team Enigma. Utilizza una CPLD QuickLogic QL-4016
- Lisa XP - Sviluppato dal Team Enigma. Utilizza una CPLD QuickLogic QL-4016 ed una memoria seriale.
- G0 - Sviluppato dal Team Enigma. Utilizza una CPLD QuickLogic
- Gloria - Sviluppato dal Team Enigma. Utilizza una CPLD QuickLogic
- Marvel V9 - Stesso codice del chip Gloria, ma con il chip rimarchiato.
- RSM-MOD - Stesso codice del chip Gloria, ma con il chip rimarchiato.
- Sara - Sviluppato dal Team Enigma. Utilizza una CPLD Actel APA-075
- Iridium Zen - Sviluppato dall'Iridium Team (Godzivan e Alcema). Utilizza un Actel APA-075
- Magic
- Titan SX - Sviluppato inizialmente dal Team Enigma. Modificato successivamente da BadBoy. Utilizza un Scenix SX-28.
- Mega SX - Evoluzione del Titan SX
- Prodigy - Sviluppato inizialmente dai fratelli Origa su Titan SX. Successivamente rielaborato da BadBoy.
- DUO2
- NEO12
- XENO PS
- MarsIII
- MARS CHIP 2
- BlueChip
- H2O
- H2O+ v1 / v2 / v3

Chip NO SWAP aggiornabili:
- DMS3 - Primo chip riprogrammabile da disco. Utilizza Actel APA-075 ed una flash da 512 KB.
- DMS4 - Evoluzione del DMS3, con la sola aggiunta di una memoria flash più grande.
- O2MOD (Origa Chip 2) - Realizzato dai fratelli Origa. Software creato, probabilmente, da Hermes. Utilizza componenti QuickLogic QL4016 o Actel APA-075 abbinati ad una flash da 512 KB
- Matrix Infinity - Sviluppato dal Matrix Team. Utilizza Actel APA-075 ed una memoria seriale Saifun.
- Cristal chip 1.0 - Utilizza Actel APA-075 ed una memoria eeprom da 4 KB
- Cristal chip 1.1 LITE - Utilizza Actel APA-075 ed una memoria eeprom da 4 KB
- Cristal chip 1.2 LITE - Utilizza Actel APA-075 ed una memoria flash da 128 KB
- Cristal chip 2.0 PRO - Utilizza Actel APA-075 ed una memoria flash da 1 MB
- Cristal chip 2.0 PRO SLE - Utilizza Actel APA-075 ed una memoria flash da 2 MB
- PRODIGY CHIP - Utilizza UBICOM SX28 ed una memoria flash da 2 MB
- Modbo 4.0
- Modbo 745 / 750 / 760

### PlayStation 3
- PS Jailbreak nasce il 21 agosto 2010 è un sistema USB plug and play, disabilita l'aggiornamento forzato del software PS3. Supporta tutti i giochi con eboot 3.41 (qui non permette l'avvio di backup ed originali dei nuovi giochi e non permette backup di film Blu-ray, film DVD e vecchi giochi PS2). Il backup avviene sull'hard disk interno di PS3 oppure su qualsiasi hard disk esterno USB. La lettura di giochi PS3 avviene a 2x quindi il doppio più veloce del lettore Blu-ray. Possibilità di leggere giochi homebrew o applicazioni direttamente dal drive USB. Ancora in vendita ma non usciranno aggiornamenti per il futuro.

- Infectus / Infectus 2, il modchip per PS3, è stato sviluppato da un team italiano, ed è in grado di eseguire backup e restore (solo nelle vecchie versioni) dei vari firmware. È aggiornabile via USB; il chip si applica alla nand della scheda madre. Attualmente il chip è fuori produzione.

- PS Groove è la versione free del PS Jailbreak, utilizzabile in varie board (da teensy a pic18f2550). Ha le stesse funzionalità del PS Jailbreak con l'aggiunta di alcune cose (per esempio lo spoof della versione di sistema).

- E3 Flasher
- Progskeet
- Cobra Ode
- 3K3Y

### Sony PSP
- Undiluted Platinum - Realizzato da Team tedesco, anche se si pensa che ci sia dietro lo stesso team del dsm4
- PSP-Devolution - Realizzato da Team tedesco - Evoluzione dell'Undiluted Platinum

### Sega Saturn
Semplici basette, con alcune GAL o PAL montate.

### Sega Dreamcast
Xilinx XC9536 o un equivalente CPLD della Cypress

### GameCube
- Viper GC
- Viper GC Extreme
- Qoob-Pro
- Qoob-SX
- Ripper GC
- Xeno GC
- NinjaMod

### Wii
- Wiinja
- Argon2
- D-Right
- Wiikey
- WiiKey2
- WiiKey Fusion
- CycloWiz
- WiiFree
- Wiirez
- Wizard
- Wiip
- Wiid
- Wiik
- Wiiva
- OpenWii
- WiiSKAS
- WiiMod
- WiiBoss
- Argon
- DC2key
- Infectus
- Infectus 2
- Wasabi V1, V2, V3
- Wasabi DX
- Wasabi Zero
- Wiitop
- D2sun 1.1
- D2sun 1.21 / 1.22
- D2sun 2.01
- D2sun 1.3 / 1.31
- D2sun 2.02 / 2.03
- D2sun 1.3.A / 1.3.A3 / 1.3.A5
- D2sun 1.52 / 1.53
- D2sun V3Pro
- D2sun 3.02 / 3.02 / 3.04 / 3.05
- Sunkey
- Flatmod
- WiiDual
- Wiinner (programmatore con pic onboard)
- y.a.o.s.m.
- Prodigy 4.6
- D2Pro
- D2c Pro
- D2 Lite
- Wode

### Xbox
- Enigmah
- Xtender
- MessiahX
- TitanX
- Xtrmod
- X-Cutor
- Dia-X-ecuter
- SmartBox Pro
- Aladdin
- Aladdin XT
- Aladdin Advance
- Aladdin-Universal
- Pandora2
- Xecuter Lite
- MuppetX
- DuoX
- DuoX 3
- XenoChip
- AppleX
- Apple-X2
- X-elixis
- X-tasis
- PC-BioXX
- NitroXX
- Xecuter
- Xecuter Pro
- Xecuter Lite Plus
- X-B.I.T
- Akira
- SpiderChip
- Chameleon
- Xenium
- Open Xenium
- OpenXbox
- SmartXX
- X-Chip
- X-Lite
- X-Changer
- SpiderGX
- cyclone
- ozxchip
- xkiller
- lpcmod
- ALX2+
- ChipStation

### Xbox 360
- Globe 360 / Globe360 V2 - Team Iridium
- All 360
- Chilli-Fix
- Blaster 360
- Devil 360
- Infectus / Infectus V2
- Mod360 v1.1
- Open 360 (open source chip)
- Xecuter X 78 - Team Xecuter
- NME 360 V.2.0 - Team Underdog
- Fractal Modchip
- Xeno-360 / Xeno 360 Lite
- Wasabi 360
- Matrix Glitcher 360
- XKey 360